# Blagoveščenskij rajon (Territorio dell'Altaj)
Il Blagoveščenskij rajon (in russo Благовещенский район?) è un rajon del kraj dell'Altaj, nella Russia asiatica.